# HAZOP
HAZOP (Hazard and Operability Study) – analiza zagrożeń i zdolności operacyjnych wykorzystywana najczęściej do oceny ryzyka procesowego. Analiza zagrożeń i zdolności operacyjnych (HAZOP) jest strukturalną metodą identyfikacji potencjalnych zagrożeń występujących w procesach przemysłowych. Metoda ta polega na systematycznym przeglądzie założeń projektowych i procesu technologicznego pod kątem mogących się pojawić odchyleń parametrów. W badaniach HAZOP wykorzystywany jest zestaw słów kluczowych i możliwych odchyleń w aspekcie możliwych zmian (oddziaływania) na przebieg procesu technologicznego.
W analizie na podstawie kryterium częstości wystąpień zdarzenia(C) oraz potencjalnych skutków(S) wyznacza się ryzyko(R) na różnych poziomach. Obliczanie ryzyka następuje poprzez wpisanie parametrów C oraz S do macierzy i pomnożenie ich. Skutki dzieli się w odniesieniu na pracownika, ludność, środowisko oraz majątek. 
Występują 4 poziomy ryzyka: akceptowalne(A), tolerowane akceptowane (TA), tolerowane nieakceptowane(TNA) oraz nieakceptowane(NA). Celem analizy jest redukcja ryzyka z TNA oraz NA na niższe poziomy.